# 義経光
義経 光（よしつね ひかる）は、漫画『ドカベン』シリーズに登場する架空の人物。アニメ版の声優は納谷六朗。

## 人物
- 岩手県・弁慶高校のエース。右投両打（プロ入り後は右打）。水島漫画における数少ない美形キャラ。最速140キロの速球が武器。
- 弁慶高校では3番を打つ俊足の好打者でもあり、4番の武蔵坊数馬と並ぶ主戦力だが、武蔵坊からは未熟者と叱責される場面もあった。

## 経歴

### 高校時代
山田の2年時の夏の岩手県大会を、全試合完封して優勝。甲子園大会では一回戦で土佐丸高校に完封勝利。
二回戦の明訓高校戦において「第一球どまん中ストレート」を予告。この挑発に乗った土井垣将監督が1番に山田に据え、山田は期待通り先頭打者ホームランを放つが、この山田と岩鬼の打順交換によって明訓オーダーは破綻し、試合を有利に展開させた。1点リードで迎えた9回表、再び山田に同点ホームランを許す。同点の9回裏の本塁クロスプレーでは、完全にアウトのタイミングだったが、驚異の跳躍力による「八艘飛び」で山田を飛び越えてタッチを回避し、サヨナラのホームを踏んだ。山田世代が在籍した明訓高校の唯一の敗戦である。
その後、明訓を破った後の三回戦で、武蔵坊が欠場したために通天閣高校に敗退。秋の岩手県大会では、やはり武蔵坊を欠いたまま、太平洋のいる花巻高校に準決勝で敗れた。

### プロ時代
- 2006年、大学・社会人ドラフト1位指名を受け、東京スーパースターズに入団。指名当時は「プロ野球選手に負けないだけの修行はしているため体力的には自信があるが、高校時代から10年以上が経過した現在、野球の技術はゼロに近い」として入団を断ろうとしていたが、土井垣の「八艘飛びは投手のものではない。投手でなくセンターとして指名した」という言葉に感銘を受け、入団を決意。背番号は、土井垣がミスタープロ野球こと長嶋茂雄の永久欠番であるとして空き番号にしていた3。
- 入団後は不動の中堅手として活躍。バントで2塁からホームに還ってしまう俊足、ホームランボールも捕ってしまうジャンプ力、後ろ向きのままフェンスに激突しながらもセンターフライを捕る守備力、コントロールのいい下柳剛の際どいボールを見送る選球眼などで活躍している。1年目は7、8、9番を打つことが多かったが、最近は5番を打つこともある。
- 2007年には山田の発案でリリーフ投手としても起用され、オープン戦でテスト登板した。結局同年の公式戦で投げることはなかったが、翌2008年のクライマックスシリーズで、先発登板を果たした（結果は不明）。
- 2007年の日本シリーズ7戦目、故障した里中に代わる土井垣監督の奇策「1イニング1投手」リレーで8回を任せられ、全球予告ストレートで3者凡退に抑える（このとき、上述の「第一球どまん中ストレート」について「若さか過信の所為」とされていた）。また、この試合では、山井大介の「光投法」をものともせず、先制のソロ本塁打を放った。これが、描写された初めてのヒットである。しかし、次の打席では同じ光投法の前に打ち取られている。

## 背番号
- 3（2006年 - ）